# Sébastien Harbonnier
Sébastien Harbonnier (né le 31 décembre 1984 à Aulnoye-Aymeries) est un coureur cycliste français.

## Biographie

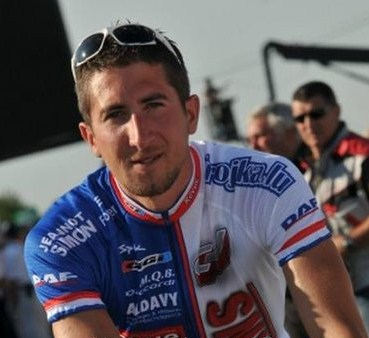
Sébastien Harbonnier lors de la saison 2010.

Sébastien Harbonnier naît le 31 décembre 1984 à Aulnoye-Aymeries en France.
Première licence en 2003, il entre en 2006 au CC Nogent-sur-Oise. 
En 2007, il remporte le Grand Prix des Marbriers, les Trois jours de Cherbourg, la 3e étape de l'Essor breton et termine 2e de l'Essor breton et 3e de la Mi-août bretonne. 
Professionnel à partir de 2008 pour l'équipe continentale Differdange-Apiflo Vacances, il remporte la 4e étape de la Ronde de l'Oise. L'équipe devient en 2009 Continental Differdange, il termine 3e du Tour du Gévaudan.
Il est recruté par l'équipe Armée de Terre en 2011, il y remporte la 4e étape du Tour du Piémont pyrénéen, et remporte en 2012 les Boucles de la Marne. 
EC Raismes Petite-Forêt en 2014 puis Dunkerque Littoral-Cofidis en 2015.
Il porte en 2016 les couleurs de l'ESEG Douai-Origine Cycles.

## Palmarès et résultats

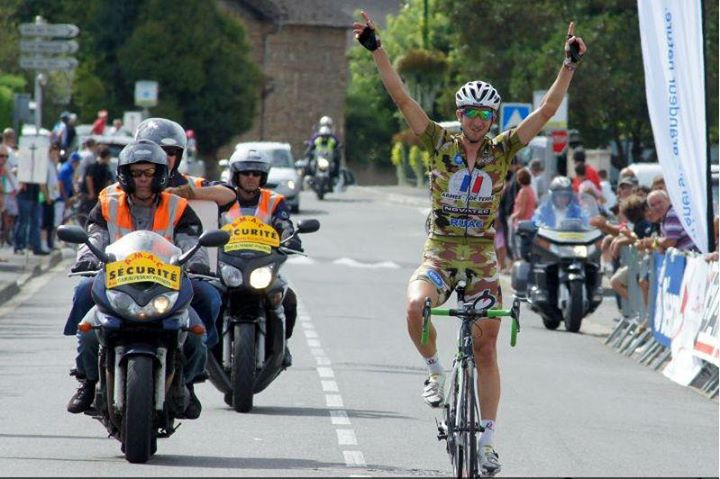
Sébastien Harbonnier lors de sa victoire d'étape au Tour du Piémont pyrénéen en 2011.

### Palmarès sur route
- 2006[1]
  - Champion de France DN1
  - La Tramontane
  - Grand Prix de Vieux-Condé
- 2007
  - Grand Prix des Marbriers
  - 3e étape de l'Essor breton
  - Trois Jours de Cherbourg :
    - Classement général
    - 2e étape

  - 2e de l'Essor breton
  - 2e de Paris-Rouen
  - 3e de la Mi-août bretonne
- 2008
  - 4e étape de la Ronde de l'Oise
- 2009
  - 3e du Tour du Gévaudan
- 2011
  - 4e étape du Tour du Piémont pyrénéen
- 2012
  - Boucles de la Marne
  - Souvenir Taba-Vial

### Classements mondiaux

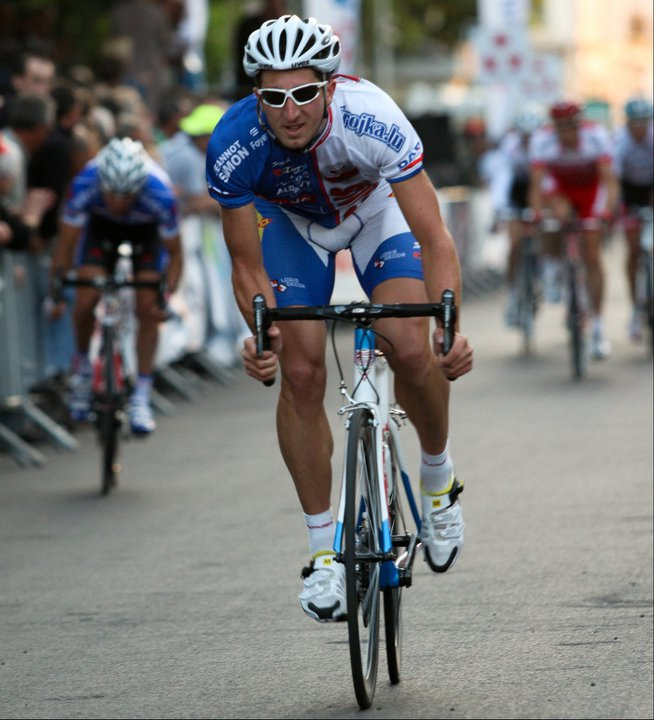

| Année           | 2006 | 2007 | 2008 | 2009 | 2010 | 2011  |
| --------------- | ---- | ---- | ---- | ---- | ---- | ----- |
| UCI Europe Tour | 791e |      | 974e | 674e |      | 1087e |